# August
ianuarie • februarie • martie  • aprilie  • mai  • iunie  • iulie  • august  • septembrie  • octombrie  • noiembrie  • decembrie

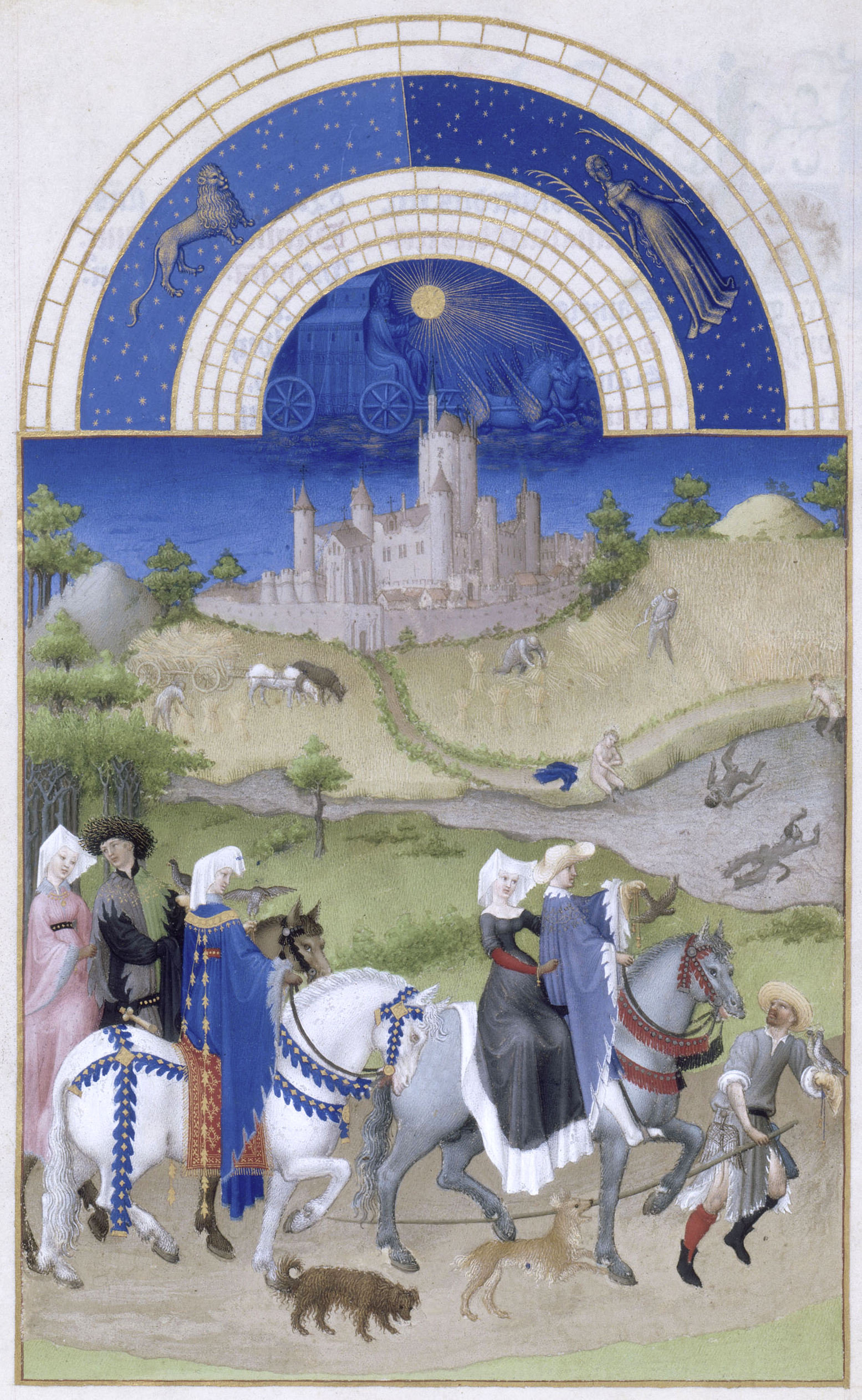
August, Les Très Riches Heures du duc de Berry

August este a opta lună a anului în calendarul Gregorian și una dintre cele șapte luni gregoriene cu o durată de 31 de zile.
August începe (astrologic) cu soarele în semnul Leului și sfârșește în semnul Fecioarei. Din punct de vedere astronomic, luna august începe cu soarele în constelația Racului și se sfârșește cu soarele în constelația Leului.
Numele lunii august vine de la numele primului împărat roman, Cezar Augustus. Luna are 31 de zile, pentru că Cezar Augustus („augustus” însemnând maiestos, măreț, impunător, în limba latină) a dorit ca luna august să aibă tot atâtea zile câte are luna lui Iulius Cezar, luna iulie. Înainte, luna august se numea în latină Sextilis pentru că era a șasea lună în calendarul roman, calendar care începea cu luna martie.
Grecii numeau luna august Metageitnion.
În România, luna august, popular, are mai multe denumiri zonale: Augustru, Măselar, Gustar, Secerar.
August începe în aceeași zi a săptămânii ca și Februarie în anii bisecți. 
Soarele și Luna
Soarele — la începutul lunii răsare la ora 06:03 și apune la ora 20:40, iar la sfârșitul lunii răsare la ora 06:38 și apune la ora 19:53.
Fazele Lunii: la 2 august — Lună Nouă (din această zi, Luna începe să crească) 14:06; la 10 august — Luna la Primul Pătrar 21:18; la 18 august — Lună Plină (din această zi, Luna începe să descrească) 12:24; la 25 august — Luna la Ultimul Pătrar 06:42.
Evenimente și tradiții
- 6 august: Schimbarea la Față a Domnului.
- 15 august: Adormirea Maicii Domnului.
- 29 august: Tăierea capului Sf. Proroc Ioan Botezătorul.

Zicale populare
- În august se văd lunile de peste an.
- Ploaia din august răcorește pădurea.

Caragiale - Calendar
I.L.Caragiale spunea în Calendar despre luna august: Se deschid școalele. Un urecheat deschide o Academie de științe morale pentru amândouă sexurile. Se anunță de acum părinților că locurile sunt aproape pline: să se grăbească a-și înscrie copiii.